# Stourdza-Kapelle

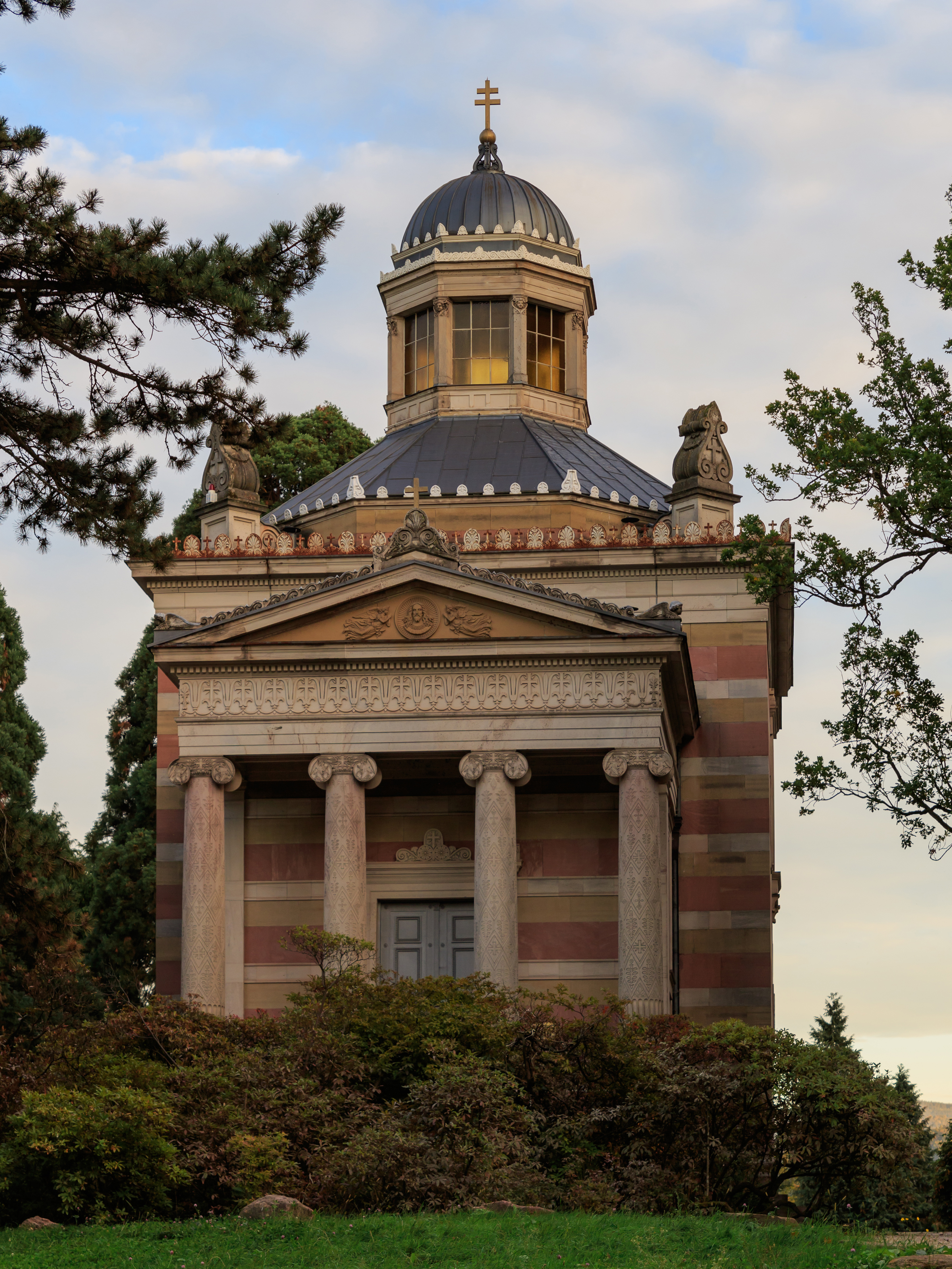
Stourdza-Kapelle

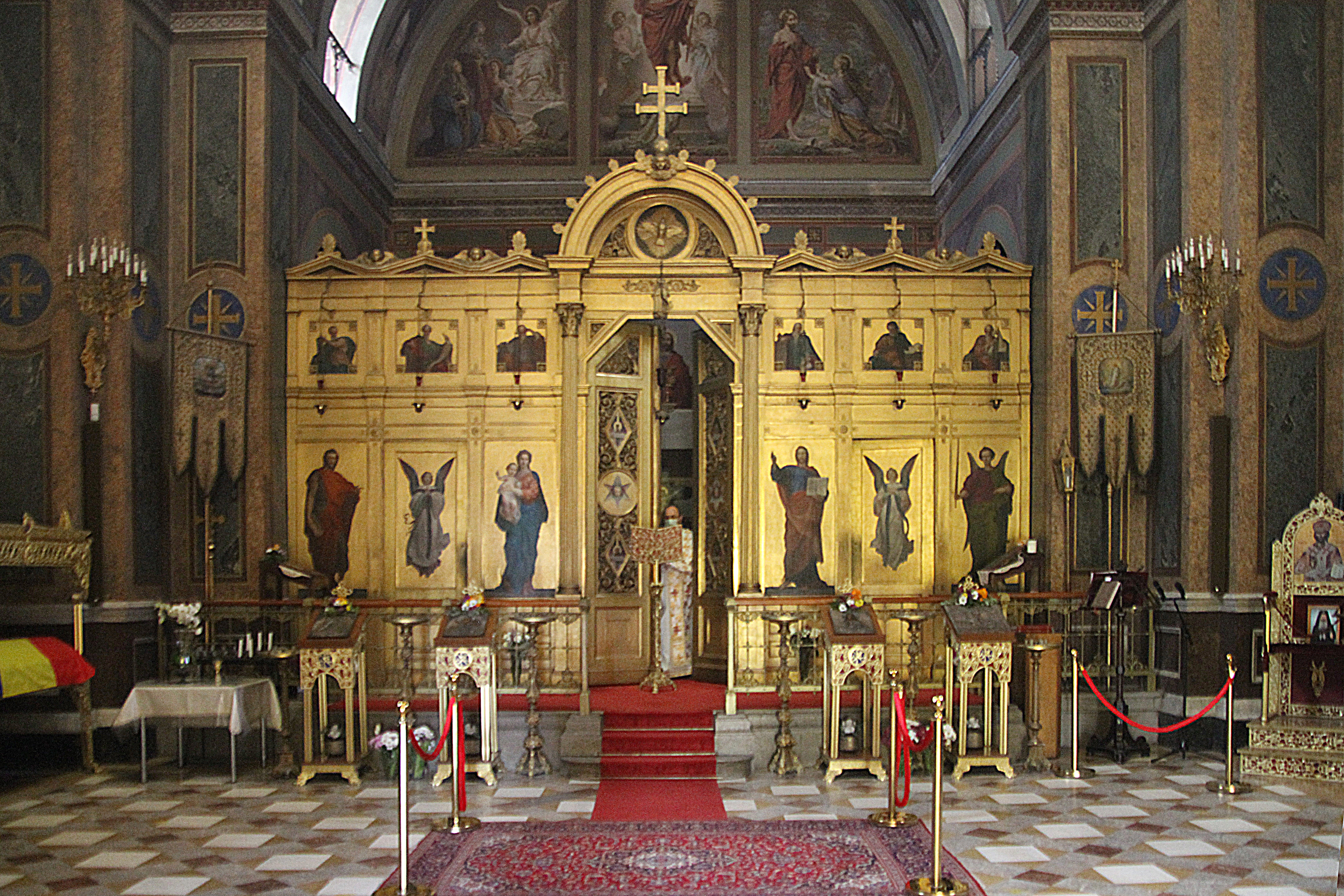
Ikonostase

Die rumänisch-orthodoxe Kapelle Heiliger Erzengel Michael in Baden-Baden, bekannt als Stourdza-Kapelle, wurde zwischen 1863 und 1866 im neuklassizistischen Stil nach Plänen der Architekten Leo von Klenze und Georg von Dollmann erbaut. Sie steht auf dem Michaelsberg in Baden-Baden.

## Geschichte
Ihr Gründer, Fürst Michael Stourdza, war von 1834 bis 1848 Herrscher in Moldau. Nach der Revolution von 1848 verließ er Thron und Heimat und reiste nach Paris, wo er sich, nach einem kurzen Aufenthalt in Wien, im Jahre 1849 niederließ. Da sie den russischen Fürstenfamilien nahestanden, hielt sich die Familie des ehemaligen moldauischen Fürsten im Sommer bevorzugt in Baden-Baden in Deutschland auf, wo sie ein Schloss im Zentrum des Ortes besaßen.
Am 30. Juni 1863 starb unerwartet Stourdzas Sohn (aus zweiter Ehe) Prinz Michael siebzehnjährig in Paris, wo er das Gymnasium Napoleon Bonaparte besuchte. Zu seiner Erinnerung und als Familienruhestätte ließen die Eltern die Grabkapelle unter Heranziehung renommierter Künstler errichten.
Bis 1882 war die griechisch-orthodox geweihte Kapelle unter der Jurisdiktion des Ökumenischen Patriarchats in Konstantinopel, dann stellte sie der Fürst unter die kanonische Obhut der Metropolitenkirche der Moldau und des Buchenlandes, „um meine Hingabe als Sohn der Moldau-Kirche, meine Heimat, zu beweisen“. Aber er äußerte seinen Willen, dass sie nie zur Pfarreikirche werde, sondern eine fürstliche Grabkapelle bleiben solle, wo er und seine Familienmitglieder in ewiger Erinnerung blieben.
Seit 1923 ist die Kapelle unter der Verwaltung der Stadt Baden-Baden. 1997 startete ein Projekt zur Wiederherstellung der verfallenen Gruft und des Inneren der Kapelle (Vorschiff und Schiff). Die Kapelle fand Eingang in die Liste der Geschichtsdenkmale Deutschlands. Die Arbeiten dauerten sechs Jahre. Auch Prinz Dimitrie Stourdza und Prinz Stefan Dimitrie Ferdinand, der Ur-Enkel resp. der Ur-Ur-Enkel des Stifters (in direkter Linie, der ersten Ehe des Fürsten Michael Stourdza mit Prinzessin Elisabeta Rosetti abstammend), beteiligten sich massiv finanziell und besuchen die Familienkapelle regelmäßig.
Diese wurde am 19. Mai 2002 vom Metropoliten der Moldau und des Buchenlandes, Daniel, heute das rumänische Oberhaupt der orthodoxen Kirche, wieder eingeweiht. An diesem Ereignis beteiligten sich die Familienmitglieder Stourdza, Vertreter der Stadt, Vertreter der rumänischen Botschaft in Genf, Straßburg und Bern, wie auch zahlreiche rumänische Gläubige aus Deutschland, Frankreich, der Schweiz und Italien.
Neben der Kirche steht eine aus Moldau gebrachte und von Michael Stourdza am Tage der Kircheneinweihung gepflanzte Eiche, von Sequoia und Magnolien umgeben.
Die Kapelle ist an Feiertagen während der Gottesdienste zum Gebet geöffnet, aber auch innerhalb der Woche auf Anmeldung.

## Beschreibung
Über dem Eingangsportal im Vorschiff (im Inneren) steht die Votivinschrift mit dem griechischen Text:
„Oh, Gott! Bekomme in Deiner Erbarmung, zum Dienste von denen, welche zu Dir kommen, diese Kirche, gebaut von den untröstlichen Herzen der Eltern, das heißt des Fürsten Michael Stourdza und der Fürstin Smaragda Stourdza, geborene Vogoride, welche dieses Gotteshaus in Erinnerung an Ihren innig geliebten Sohn, dem Prinzen Michael Stourdza, geboren am 19/31 Dezember 1846 in Jassy und am 18/30 Juni 1863 in Paris gestorben. Bekomme, allmächtiger Gott, die Gebete von dem, welcher in den Himmel gerufen wurde, damit sie beide auch mit ihm zusammen im ewigen, glücklichen Leben sein können, wann die Zeit kommen wird, so wie ihre Herzen jetzt vereinigt sind, ohne Trennung.“
Am Eingang, auf der rechten Innenseite, ist Fürst Michael Stourdza (1794–1884) neben seiner Tochter Maria (1848–1905) dargestellt, die mit dem russischen Prinzen Gorceacoff verheiratet war, und auf der linken Seite Prinzessin Smaragda Stourdza, geborene Vogoride (1810–1885), neben ihrem Sohn Michael (1846–1863). Diese vier Bilder wurden im Jahre 1866 vom Pariser Maler J. Pérignon auf Kupferplatten gemalt.
In der Gruft unter dem Altarraum sind Fürst Michael Stourdza († 1884), seine zweite Ehefrau Smaragda († 1885) und ihre Kinder Prinzessin Maria († 1905) und Prinz Michael († 1863) beigesetzt. In der Mitte der Kirche, auf der rechten Seite, befindet sich ein Grabdenkmal, das den jungen Michael beim Studium in Paris darstellt. Diese Skulptur wurde von dem italienischen Bildhauer Rinaldo Rinaldi aus Carrara-Marmor hergestellt. Gegenüber befindet sich das Denkmal, ausgeführt von dem Franzosen Thomas Gabriel, das die schmerzerfüllten Eltern darstellt.
Leo von Klenze brachte Renaissance-Elemente mit neuklassischer Struktur und mit deutschen Volkselementen verbunden hinein.
Bedeutsam ist die 24 m hohe Kuppel, eine Miniaturreplik der Kuppel der Peterskirche in Rom, die der Kapelle eine spezielle Akustik verleiht. Das Gemälde an der Kuppel wurde auf Kupferblättern von dem Kirchenkünstler André Müller, München, geschaffen. Er malte die Ikonostase ebenfalls auf Kupferblättern. Die Malereien auf den Wänden des Gotteshauses wurden in Freskotechnik vom Professor Wilhelm Hauschild aus München ausgeführt.
Die Ikonen der Kapelle sind auf Holz mit Öl gemalt; die Ikonen auf den vier Pulten vor dem Ikonostas, die den Erzengel Michael, die Muttergottes mit dem Kind, den Erlöser Jesus Christus und die Auferstehung unseres Herren zusammen mit den 12 Königsfesten während des Jahres darstellen, sind mit Silber beschichtet.
Neben dem Denkmal links steht das heilige Epitaphium, von dem russischen Prinzen Nikolai Nikolaievici Gagarin gemalt. Das Epitaphium wurde von der Prinzessin Maria Stourdza mit einer slawonischen Goldfadeninschrift bestickt.